# Orira (fleuve)

Le fleuve Orira  (en anglais : Orira River) est un cours d’eau de la région du Northland de l’Île du Nord de la Nouvelle-Zélande.

## Géographie
Il s’écoule vers le sud-ouest, sur la plus grande partie de son parcours et constitue la branche nord-ouest de Hokianga Harbor.